# Haseldorf
Haseldorf – miejscowość i gmina w Niemczech w kraju związkowym Szlezwik-Holsztyn, w powiecie Pinneberg, wchodzi w skład związku gmin Geest und Marsch Südholstein. Do 31 grudnia 2016 gmina wchodziła w skład związku gmin Haseldorf.